# Suneohair
Suneohair (スネオヘアー Suneoheā?) es un artista japonés.
Interpretó dos canciones para el anime Honey and Clover en ambas temporadas,  (ワルツ "Waltz"?) y  (スプリット "Split"?). Volvió a interpretar la música del anime Arakawa Under the Bridge, también en las dos temporadas,  (逆様ブリッジ "Sakasama Bridge"?) y  (赤いコート "Akai Coat"?). En 2012 interpretó un tema para el anime Suki-tte ii na yo llamado "Slow Dance". Ha actuado en varias películas ("Abraxas no Matsuri", "Haizai - kamisama no iiutori") además de encargarse de varios proyectos como productor.

## Discografía

### Independiente

#### De estudio
| Año  | Título                                                               | Posición en la lista | Certificación |
| Año  | Título                                                               | JP                   | JP            |
| ---- | -------------------------------------------------------------------- | -------------------- | ------------- |
| 1999 | SUN!NEO!AIR! - Lanzado: 17 de febrero de 1999 - Sello: Cafe au Label | –                    | –             |

#### Miniálbumes
| Año  | Título                                                                  | Posición en la lista | Certificación |
| Año  | Título                                                                  | JP                   | JP            |
| ---- | ----------------------------------------------------------------------- | -------------------- | ------------- |
| 1999 | Natsu Yori - Lanzado: 27 de julio de 1999 - Sello: Cafe au Label        | –                    | –             |
| 1999 | No Pants Life - Lanzado: 19 de noviembre de 1999 - Sello: Cafe au Label | –                    | –             |
| 2000 | Fuyu No Tsubasa - Lanzado: 22 de febrero de 2000 - Sello: Cafe au Label | –                    | –             |

### Discografía

#### De estudio
| Año  | Título                                                                 | Posición en la lista | Certificación |
| Año  | Título                                                                 | JP                   | JP            |
| ---- | ---------------------------------------------------------------------- | -------------------- | ------------- |
| 2002 | Sunestyle - Lanzado: 9 de octubre de 2002 - Sello: Sony Epic Records   | 46                   | –             |
| 2003 | a watercolor - Lanzado: 24 de julio de 2003 - Sello: Sony Epic Records | 25                   | –             |
| 2004 | Fork - Lanzado: 15 de diciembre de 2004 - Sello: Sony Epic Records     | 23                   | –             |
| 2005 | Kanashimi - Lanzado: 7 de diciembre de 2005 - Sello: Sony Epic Records | 16                   | –             |
| 2007 | Skirt - Lanzado: 21 de febrero de 2007 - Sello: Sony Epic Records      | 26                   | –             |
| 2008 | Birthday - Lanzado: 12 de noviembre de 2008 - Sello: Sony Epic Records | 28                   | –             |
| 2011 | Suneohair - Lanzado: 24 de agosto de 2011 - Sello: Starchild           | 63                   | –             |
| 2013 | 8 - Lanzado: 22 de mayo de 2013 - Sello: Starchild                     | 69                   | –             |

#### Miniálbumes
| Año  | Título                                                                      | Posición en la lista | Certificación | Álbum     |
| Año  | Título                                                                      | JP                   | JP            | Álbum     |
| ---- | --------------------------------------------------------------------------- | -------------------- | ------------- | --------- |
| 2003 | Tokyo Bivouac - Lanzado: 19 de noviembre de 2003 - Sello: Sony Epic Records | 40                   | –             |           |
| 2010 | Sakasama Bridge - Lanzado: 23 de junio de 2010 - Sello: Starchild           | 44                   | –             | Suneohair |
| 2010 | Akai Coat - Lanzado: 8 de diciembre de 2010 - Sello: Starchild              | 68                   | –             | Suneohair |

### Singles
| Año  | Título                                        | Posición en la lista | Certificación | Álbum        |
| Año  | Título                                        | JP                   | JP            | Álbum        |
| ---- | --------------------------------------------- | -------------------- | ------------- | ------------ |
| 2001 | "Filter / Genzai Ichi"                        | –                    | –             |              |
| 2001 | "Kou Shite Wa Irarenai"                       | –                    | –             |              |
| 2002 | "Ivory"                                       | –                    | –             | Sunestyle    |
| 2002 | "Wake Mo Shiranaide"                          | –                    | –             | Sunestyle    |
| 2003 | "Over The River"                              | 170                  | –             | Sunestyle    |
| 2003 | "Uguisu"                                      | 82                   | –             | a watercolor |
| 2003 | "Seikou Toutei"                               | 78                   | –             | a watercolor |
| 2004 | "Hikou"                                       | 45                   | –             | Fork         |
| 2004 | "Strike"                                      | 35                   | –             | Fork         |
| 2004 | "Tenohira"                                    | 131                  | –             | Fork         |
| 2005 | "Waltz"                                       | 20                   | –             | Kanashimi    |
| 2005 | "Kanashimi Rock Festival"                     | 50                   | –             | Kanashimi    |
| 2006 | "headphone music"                             | 61                   | –             | Skirt        |
| 2006 | "Split"                                       | 34                   | –             | Skirt        |
| 2007 | "Yasashii Uta"                                | 62                   | –             | Skirt        |
| 2007 | "Tsutaete Yo / Kimagure Na Kisetsu No Sei De" | 79                   | –             | Birthday     |
| 2008 | "Iitai Koto Wa Itsumo"                        | 76                   | –             | Birthday     |
| 2008 | "Kyouhansha"                                  | 91                   | –             | Birthday     |
| 2009 | "Rodeo"                                       | 68                   | –             | BEST         |
| 2012 | "slow dance"                                  | 103                  | –             | 8            |

### Compilación
| Año  | Título                                                              | Posición en la lista | Certificación |
| Año  | Título                                                              | JP                   | JP            |
| ---- | ------------------------------------------------------------------- | -------------------- | ------------- |
| 2009 | Best - Lanzado: 30 de septiembre de 2009 - Sello: Sony Epic Records | –                    | –             |